# Higinio Morínigo Martínez
Higinio Morínigo Martinez (Paraguarí, 11 gennaio 1897 – Buenos Aires, 27 gennaio 1983) è stato un generale e politico paraguaiano.
È stato presidente del Paraguay, in carica dal 7 settembre 1940 al 3 giugno 1948, periodo nel quale instaurò una dittatura militare nazionalista.

## Biografia
Arruolatosi nell'esercito paraguaiano nel 1916, Morínigo comandò diversi fortini nel Chaco e partecipò alla guerra contro la Bolivia (1932-1936), raggiungendo il grado di colonnello. Fu ministro dell'Interno col presidente Félix Paiva (1939), poi ministro della Guerra e della Marina con José Félix Estigarribia, dal maggio 1940.
Dopo l'improvvisa morte del maresciallo Estigarribia in un incidente aereo, i comandanti militari convocarono il governo affinché scegliesse il nuovo presidente tra i ministri militari: secondo una versione non ufficiale, poiché il generale Morínigo e il generale Ántola ottennero lo stesso numero di voti, la scelta fu presa per sorteggio, lanciando in aria una scatola di fiammiferi. Morínigo fu proclamato così presidente e confermò tutto il gabinetto di Estigarribia, affidando ad Ántola il Ministero della Guerra e della Marina. Cominciò così dittatura ribattezzata dallo stesso Morínigo rivoluzione paraguaiana nazionalista, che perseguiva politiche nazionaliste ed anti-liberali. Il regime di Asunción si connotò subito per le simpatie per il fascismo e il nazismo e per la repressione interna. Fu infatti sciolto il Partito Liberale e numerosi oppositori furono incarcerati. Gli scioperi furono duramente repressi, mentre i mezzi d'informazione ostili al regime, come il quotidiano liberale La Tribuna, furono chiusi o fatti allineare forzatamente. Accanto a queste misure furono attuate alcune riforme, come la creazione dell'Instituto de Previsión Social, il Banco Central, la Flotta Mercantile dello Stato, la Corporación Paraguaya de Carnes e l'Instituto Geográfico Militar, fu regolamentato il lavoro femminile e minorile ed infine fu creata una nuova moneta nazionale. Nel novembre 1942 Morínigo fece acquisire dallo Stato una villa alla periferia della capitale, che divenne la Mburuvicha Róga, residenza del presidente della Repubblica. L'anno seguente fu nominato presidente costituzionale del Paraguay. Nonostante le simpatie del regime paraguaiano per le potenze dell'Asse e la grande presenza di immigrati tedeschi nel Paese sudamericano, gli Stati Uniti fornirono aiuti militari. Il 2 febbraio 1945 il Paraguay dichiarò formalmente guerra alla Germania, senza tuttavia prendere parte ad azioni belliche.
Dopo la fine della seconda guerra mondiale, su pressione del governo americano, il regime aprì all'opposizione, siglando nel giugno 1946 un'alleanza di governo con il Partito Colorado ed il Partito Rivoluzionario Febrerista e arrivando a legalizzare il Partito Comunista Paraguaiano. L'anno successivo si sollevarono contro il regime non solo i febreristi, ma anche i liberali, i comunisti e la maggioranza delle forze armate, dando il via ad una insurrezione che degenerò in una sanguinosa guerra civile durata da marzo ad agosto. Tuttavia, nonostante le iniziali difficoltà, Morínigo riuscì a mantenere il potere e a riprendere il controllo del Paese grazie alla restante parte dell'esercito rimastagli fedele, all'appoggio del Partito Colorado e del presidente argentino Juan Domingo Perón.
Dopo la vittoria del candidato governativo Juan Natalicio González Paredes nelle elezioni presidenziali del 1948, Morínigo cercò di mantenere il potere mediante un colpo di Stato, ma l'esercito non lo appoggiò, favorendone la destituzione. La presidenza della Repubblica venne così temporaneamente affidata al presidente della Corte Suprema Juan Frutos.
Esiliato in Argentina, rientrò in patria nel 1954, dopo la conquista del potere da parte di Alfredo Stroessner.